# Bahnhof Guntersau
Der Bahnhof Guntersau ist ein ehemaliger Personen- und Güterbahnhof an der Lahntalbahn, etwa einen Kilometer östlich von Kirschhofen, auf dem Gebiet der Stadt Weilburg.
Das zum Bahnhof gehörende Streckenwärterhaus wurde 1862 nach Entwurf Heinrich Veldes errichtet, es ähnelt dem Streckenwärterhaus des Bahnhofs Gräveneck. Es handelt sich um einen klassizistischen, zweigeschossigen Putzbau mit Satteldach. Das Dachgespärre ist beschnitzt.
Das Gebäude wurde etwa 2005 abgerissen.
Weiterhin sind noch zwei Fachwerkschuppen mit Backsteinfundament aus der Zeit um 1900 erhalten.
Der Bahnhof diente vor allem dem Güterverkehr. Vom Graf-Adolf-Erbstollen in Weilburg führte eine Förderbahn hierher, das Erz wurde über eine heute noch erkennbare Sturzrampe in die Eisenbahnwagen abgekippt. Außerdem führten zwei Seilbahnen über die Lahn: Eine zur Erzgrube Erhaltung, die andere zum Basalt-Steinbruch Steinbühl.
Der Bahnhof ist mindestens vom 1. Januar 1946 bis einschließlich Sommerfahrplan 1950 auch in den Fahrplantabellen der Strecke 195 verzeichnet. Allerdings wurde in diesem Zeitraum nur ein Zughalt angegeben: der letzte Personenzug von Gießen nach Limburg sollte demnach als P 494 im Winterabschnitt ab 6. Dezember 1948 und als P 1496 im Sommerabschnitt ab 15. Mai 1949 täglich um 23.17 Uhr in Guntersau halten.